# Phylidorea (Phylidorea) melanommata
Phylidorea (Phylidorea) melanommata is een tweevleugelige uit de familie steltmuggen (Limoniidae). De soort komt voor in het Palearctisch gebied.